# 온달 왕자들
《온달 왕자들》은 2000년 10월 16일부터 2001년 4월 20일까지 방영된 문화방송 일일연속극이다.

## 소개
부유한 가정에서 어려움 없이 자라던 네 명의 이복형제가 갑작스런 아버지의 부도와 죽음으로 거리로 내몰리게 되면서 겪게되는 일들을 해학적으로 그리는 드라마

## 줄거리
- 장남 여시광이 이혼을 하면서 본가로 복귀한다. 그가 돌아온 집안에는 '시커먼' 세 동생이 있다.
- 4형제는 용감한 듯하지만, 아직 청소년기를 벗어나지 못한 고등학생 막내를 빼고 나면 모두가 '온달형' 인물들이다.
- 서른 셋의 장남 여시광은 요즘 젊은이답지 않게 아버지의 강요에 못 이겨 결혼했지만 결국은 실패해 아버지 그늘로 다시 돌아오며, 스물 여덟의 차남 여시우는 아버지로부터 자기 몫의 유산을 빨리 물려받아 카페나 레스토랑을 운명하며 인생을 적당히 즐기려는 스타일이다.
- 그의 눈에는 '섹시한 여자'가 최고의 신부감으로 비친다.
- 그 한 살 아래인 셋째 여시걸은 운동 중독에 걸린 무능한 터프가이이다.
- 아내를 제외하고도 첩을 연달아 거느려 자식들 속을 썩인 아버지 덕에, 4형제는 남부럽지 않게 호의호식하며 성장한다.
- 그러나 갑자기 쓰러진 아버지는 불행하게도 '온달'들이 감당하기 버거운 짐만 잔뜩 남긴다.
- 가구 공장 화재에 이은 회사의 부도로 형제들은 하루아침에 ‘쪽박’차는 신세로 변해버렸으며, 아버지가 남긴 달갑지 않은 또다른 유산을 떠안게 되어버렸다.
- 천하의 바람둥이였던 아버지가 환갑이 넘은 나이에 스물일곱 살 난 여비서와의 사이에서 낳은 젖먹이 막내 동생을 맡아야 하며, 아버지의 두 번째 여자인 김영숙과 졸지에 신세가 뒤바뀌는 불행을 당하기도 한다.
- 여씨 형제들은 아버지가 생존했을 때도 장남보다 불과 세 살밖에 많지 않은 김영숙을 '어머니'라 부르기는커녕 '샛별 엄마', '그 여자'라 부르며 박대하고 홀대한다.
- 그러나 아버지가 아무것도 남기지 않고 세상을 떠나는 바람에, 그나마 유산을 미리 받은 김영숙에게 비굴하게도 도움의 손길을 내민다.
- '온달'과에 속한 '왕자'들이기 때문이다.
- 한편, 내과의원을 운영하는 주창균과 그의 부인 서향옥은 나이 쉰이 넘어서도 신혼부부처럼 살아가는 '신세대 중년 부부'이다.
- 큰딸인 주선미는 아버지의 강한 반대에도 불구하고 가난한 집안의 장남과 결혼을 감행하며, 그 동생인 주장미는 더 당차다.
- 주장미는 티격태격하며 여시광과의 사랑을 키워나간다.
- 여재만과의 사이에 샛별이라는 일곱 살짜리 딸을 둔 김영숙은 여씨 형제들에게 온갖 구박을 당하면서도 참고 견디어내 마침내 위치를 역전시키며, 남편이 더 젊은 여자를 만나 아들을 낳자 늙은 남편을 집에서 내쫓아버린다.
- 여재만의 옛 여인으로 여씨 형제 가운데 한 명의 어머니인 이일인은 고급 음식점을 운영하며 온달들에게 온정을 베푼다.

## 등장 인물

### 여재만 사장네
- 허준호 : 여시광 역

외도가 심한 아버지에게 반항적이고 많은 부분에서 부딪힌다.
- 장남으로서 위기의 상황에 강하고 책임감에 충실하다.
- 말이 많은 편은 아니나 필요할땐 어떤 상황에서도 할말은 한다.
- 아버지의 강요로 결혼을 서둘렀지만 자식이 없자 정 없는 아내와 결국 헤어지고 집으로 들어와 버려 아버지의 분노를 삼.
- 여사장의 사망 후 동생들 챙겨주랴 이복동생인 젖먹이 시준 돌보랴 정신이 없던 중 와일드한 성격의 장미와 티격태격 다투다 차츰 묘한 감정을 느끼지만 장미를 위해 거리를 둔다.
- 故조민기 : 여시우 역

아버지 가구회사의 대리로 적만 걸어놓곤 고급 카페나 레스토랑 운영하겠다고 만날 졸라대어 여재만 사장의 복장을 질러왔음.
- '여시'란 별명처럼 눈치발달하고 머리회전이 비상하지만 입이 초바른 남자.
- 경솔하며 입이 가볍고 막내같은 성격이다.
- 터프가이인 동생 시걸과는 정반대의 스타일로 나중 일인이 나타나자 자신의 생모라 믿어버린다.
- 이주현 : 여시걸 역

운동중독증 근육질 순박형. 스포츠 광이지만 집이 엉망이 되고 이후 몸으로 때우는 일을 알아보며 공사판 잡역부로 일하다가 서툴러 하루만에 그만두고 식당에 취직 후 연출의 눈에 띄어 엑스트라로 출연제의도 받지만 결국 촬영장에서 한 장면도 소화못하고 그만두게 된다.
- 작은 형 시우와는 자주 티격대격한다.
- 연상의 여인 현주에게 고백받고 연인이 되며 결혼하게 된다.
- 주한울 : 여시형 역

고3 수험생으로 학교공부만으로 상위 성적을 유지하는 전형적인 모범생.
- 변희봉 : 여재만 역

시광, 시우, 시걸, 시형의 아버지.
- 중소 가구 업체 사장.
- 해외출장 나가있던 사이에 새여자 혜경과의 사이를 영숙에게 들킨 데다가 결혼했던 장남 시광이 이혼하고 집으로 들어와 버리자 분기탱천하는데 그만 가구공장에서 화재가 발생한다.
- 부도를 막기 위해 동분서주하지만 사채도 막히고 회사의 부도를 결정하며 쓰러져 사망한다.
- 최명길 : 김영숙 역

여재만 사장과의 사이에 일곱 살 된 딸 샛별이를 두었다.
- 나이차이도 누나뻘밖에 안되고 자신 때문에 어머니가 화병으로 죽었다고 생각하는 여사장의 아들들 냉대로 새 엄마 소리도 못 듣고 따로 살지만 샛별과 오빠들 사이가 좋아 그런 대로 지낸다.
- 여사장이 따로 챙겨준 볼링장은 부도 이후에도 그대로 남게되어 아들들과는 달리 경제적인 어려움은 겪지 않게 되지만 혜경이 맡기고 간 젖먹이 시준 때문에 마음 고생이 심하다.
- 이후 내과의사 황금철과 인연으로 점점 밝아진다.
- 이세영 : 여샛별 역 - 여재만과 영숙의 딸

### 주창균 박사네
- 김지수 : 주장미 역

프리랜서 방송국 성우. 미모와는 다르게 약간 와일드한 성격이나 엄마의 공주병도 다소 물려받았다.
- 언니를 돕다가 시광형제와 자꾸만 스치게 되고 복잡한 것을 싫어하는 성격과는 달리 어려운 사랑에 빠져든다.
- 김혜선 : 주선미 역

장미의 언니.
- 반대하는 결혼을 저지른 외엔 모든 면에서 소극적인 여성.
- 가난한 집 장손인 남편은 중국 지사에 나가있고 한살배기 딸을 키우며 동생 장미에게 심적으로 의지해 살고 있다.
- 박근형 : 주창균 박사 역

장미와 선미의 아버지. 내과의원 원장. 사람에 대한 속정은 깊으나 고집스럽고 완고한 성격.
- 장녀 선미에 대한 기대가 남달랐다가 반대하는 결혼을 강행하자 거의 의절하다시피하며 지내 아내 향옥의 속을 태운다.
- 김창숙 : 서향옥 역

장미와 선미의 어머니.
- 풍파를 모르고 살아온 온실형 여성.
- 남편 주원장과 첫째 딸 선미와의 사이를 중재하기 위해 고심하는 것 외엔 고민거리가 없었는데 남편이 자신의 충고에는 화를 내지만 친구인 일인의 충고는 받아들이는 것에 간혹 질투를 한다.
- 둘째딸 장미와 시광과의 문제가 생기면서 거의 실신할 지경에 이른다.

### 그 외 인물
- 정영숙 : 이일인 역

고급 음식점 벌교식당을 운영하는 미스터리의 여인.
- 옛날 향옥과 절친했던 여고 동창생이었지만 여재만 사장으로 인해서 여자로서의 인생을 포기하고 지방에서 음식점을 운영하다 여사장의 사망 후 4형제의 주위로 옮겨와 경제적인 도움을 준다.
- 4형제 중 장남 시광의 생모임이 밝혀진다.
- 나경미 : 양혜경 역

여재만 사장의 비서였다가 아들 시준을 낳고 세 번째 여자가 된다.
- 여사장의 사망 후 시준을 영숙에게 맡겨버리고 내연남과 함께 사라지지만 재산을 다 빼앗기고 돌아와 아이를 찾아가려해 분란이 생긴다.
- 추후에 위암으로 사망한다.
- 장서희 : 강현주 역

벌교식당 지배인, 훗날 시걸과 결혼하여 김치공장을 운영한다.
- 안연홍 : 사비나 역

인기 여배우 시우의 연인으로 발전한다.
- 변소정 : 아영 역

시광의 전처로 기업형태의 대형 입시학원장 딸이다.
- 이숙 : 김영숙의 집 가사도우미 역
- 김복희
- 구혜진
- 이승아
- 김철기
- 강용석
- 홍승옥
- 최재호
- 최범호
- 양현태
- 윤희주
- 김응석
- 신귀식
- 이성용

### 특별 출연
- 정보석 : 황금철 역

시준의 어머니 혜경의 병원 입원시 주치의(내과전문의). 영숙과는 보호자와 의사로 만난다.
- 이후 영숙과의 우연한 만남으로 서로 감정의 흔들림을 느낀다.

## 참고 사항
- 전작 <당신 때문에>가 기대 이하의 성적에 그치자, 1998년부터 1999년까지 방영하여 MBC 일일연속극 역사상 최고 시청률 57.3%를 기록한 드라마 <보고 또 보고>의 작가 임성한을 급히 투입시켰다.[1]
- 주연 여배우 섭외로 골머리를 썩여왔는데 여주인공은 첫 대본연습 하루 전에야 김지수로 낙점됐다. 음주운전 사건으로 물의를 빚었던 김지수를 캐스팅하여 시청자들로부터 비판을 받았다.[2]
- 당초 이찬(본명 곽현식)도 출연진 중의 한 명이었으나 갑작스런 군입대 때문에 고사한 바 있었다.[3]
- <보고 또 보고>의 작가 임성한과 연기자 허준호, 김지수, 김창숙이 오랜만에 재회했는데, 김창숙과 김지수는 <보고 또 보고>와 같이 모녀지간으로 출연했다.
- 초반에는 30%대의 시청률을 기록해 왔던 KBS 1TV <좋은걸 어떡해>의 위세에 눌려 5~10%대 정도로 시청률이 밀렸으나 이 작품이 전 남편의 아기를 임신한 재혼녀와 그녀의 새 남편, 그리고 전 남편의 병적인 갈등관계를 지나치게 질질 끌어 지지부진해지자 2000년 12월 12일 방송분 이후 전세를 역전시킨 바 있었다.[4]
- 2001년 4월 중순 종영 예정이었지만 후속작의 주인공 문제 섭외 탓인지 같은 달 말에 막을 내렸다.
- 무리한 설정과 비속어 등 거친 대사, 비현실적인 에피소드 등으로 비난을 받기도 했다.[5]
- 2019년 개국한 MBC ON에서 재방송되었다.